# New Lebanon (Ohio)
New Lebanon – wieś w Stanach Zjednoczonych, w stanie Ohio, w hrabstwie Montgomery.